# Salea
Salea — рід деревних, повільних, денних, комахоїдних, яйцекладних ящірок-агамід, ендемічних для Західних Гат Південної Індії. Він має два види, кожен з яких населяє дуже високі гірські райони Західних Гат у лісових екосистемах Шола. Ці ящірки покладаються на своє маскування, щоб врятуватися від хижаків і переслідувати здобич. Коли їх виявляють або наближаються, багато з них обертаються навколо гілок або нерухомо завмирають, щоб не бути поміченими. 

## Види
- Salea anamallayana (Beddome, 1878)
- Salea horsfieldii Gray, 1845